# 金鹰影视文化城
金鹰影视文化城是湖南广播电视台、湖南省广播电视局的总部，位于湖南省长沙市开福区马栏山，共占地150.66公顷，始建于1993年，一期投资逾37亿人民币，被列为湖南省“八五计划”期间重点建设项目，由湖南广播电视中心工程、长沙世界之窗、圣爵菲斯酒店、电广传媒总部、湖南国际会展中心、配套生活区七大项目组成，以影视产业为核心，集旅游、观光、会展为一体。二期为湖南广播电视台节目生产基地（七彩盒子），设有亚洲最大的大型剧院式演播厅。

## 历史
金鹰影视文化城始于湖南广播电视中心的建设。1992年，湖南省广播电视厅准备筹建新的湖南广播电视中心，最初选址于长沙黄土岭一带，1993年，重新选址于浏阳河大桥东马栏山的长沙市郊区综合农场。1994年9月28日，湖南广播电视中心工程在长沙市郊区综合农场正式破土动工，11月28日举行奠基典礼，拉开了金鹰影视文化城工程建设的序幕。
1996年1月26日，湖南广播电视中心副楼18层主体封顶；5月30日，中心主楼35层主体封顶；11月，东、西裙楼封顶。1998年1月24日，湖南电视台1998年春节联欢晚会《红红火火又一年》在湖南广播电视中心新建的1260平方米演播厅成功举办，标志着广电中心大楼的初步建成并投入使用。1998年7月25日，湖南电视台生活频道率先在广电中心大楼内开始试播。2000年12月27日，湖南省广播电视局和集湖南广播影视集团搬迁进入大楼办公。2001年10月，随着湖南卫视的整体迁入，广电中心全面投入使用。

## 组成

### 湖南广播电视中心大楼

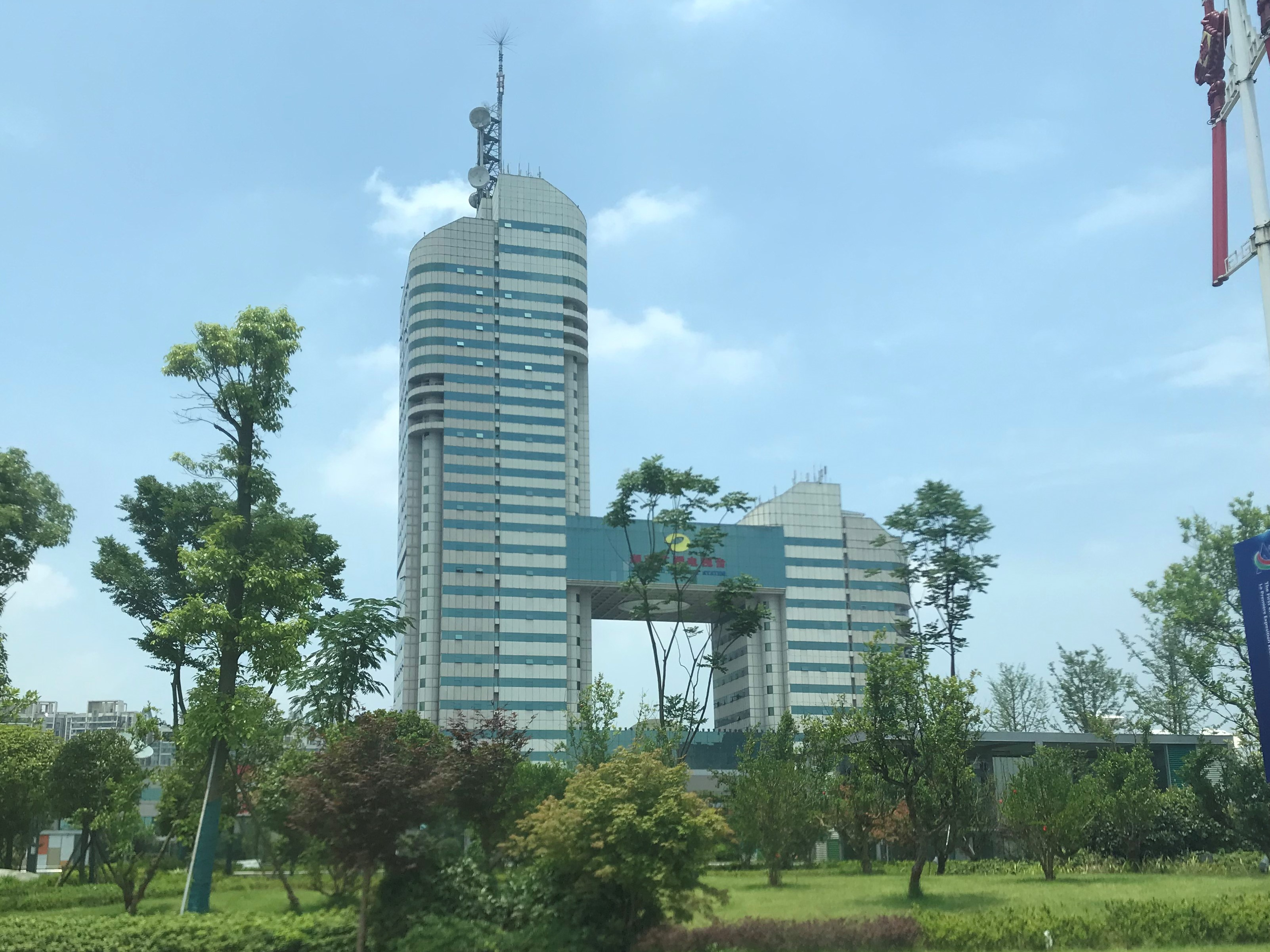
湖南广播电视中心大楼

又名金鹰大厦。占地13公顷，建筑面积达11.26万平方米，总投资约5亿元，由湖南省建筑设计院设计。大楼由主楼、副楼和东西裙楼组成。主楼35层（含地下3层），副楼18层，主楼与副楼由一钢网架相连，形成“H”型，并与裙楼一起，构成酷似电视屏幕的大空间。大楼主入口是大网架结构的共享空间，从东到西跨长278米，为当时国内最大的广播影视中心。

### 长沙世界之窗

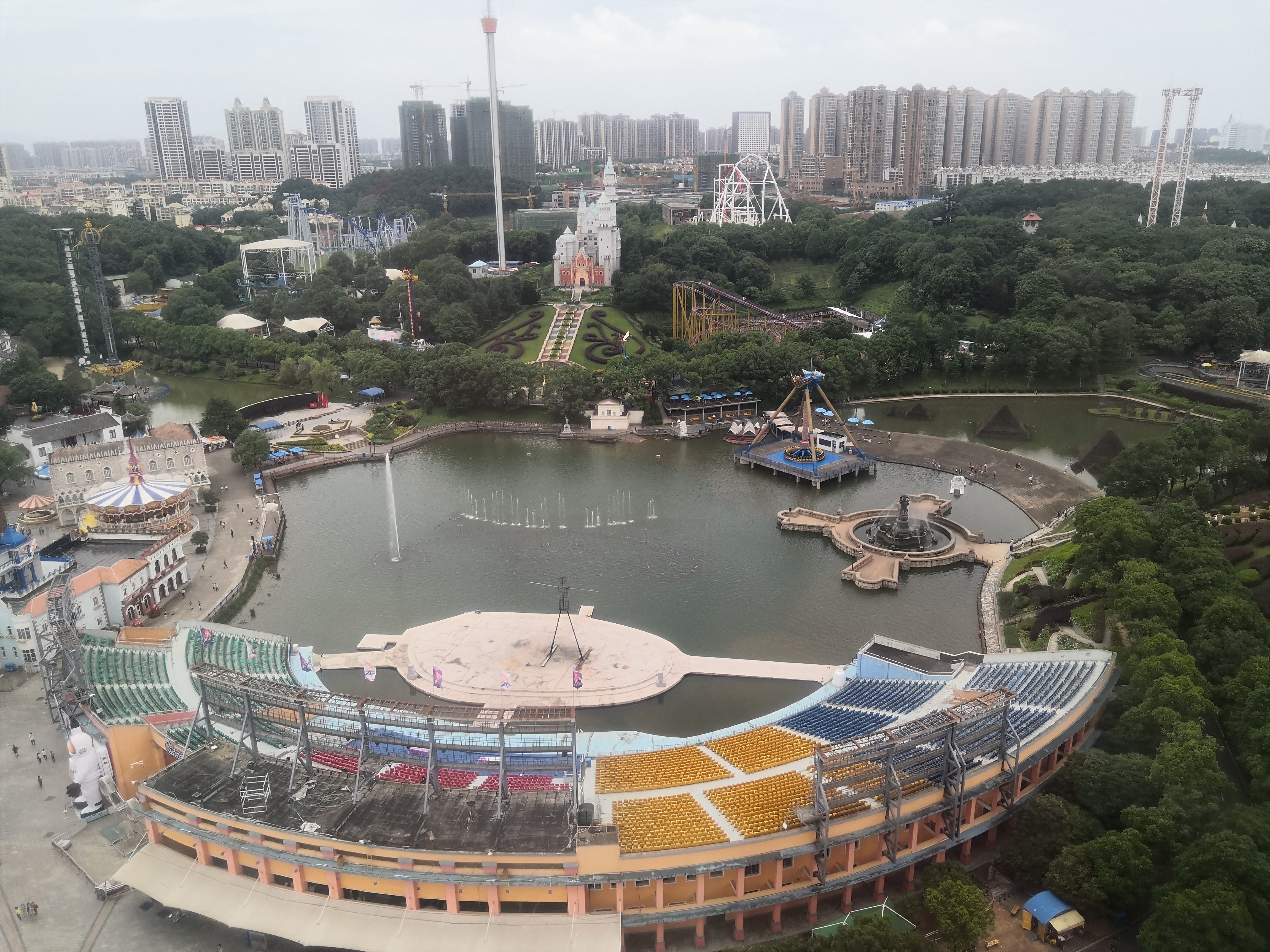
长沙世界之窗

占地面积40万平方米，投资总额3.2亿元人民币，由湖南省广播电视厅与香港中旅集团、华侨城集团合资建设，1997年10月16日正式开园，是中南地区最大的人造文化主题公园之一。

### 长沙海底世界

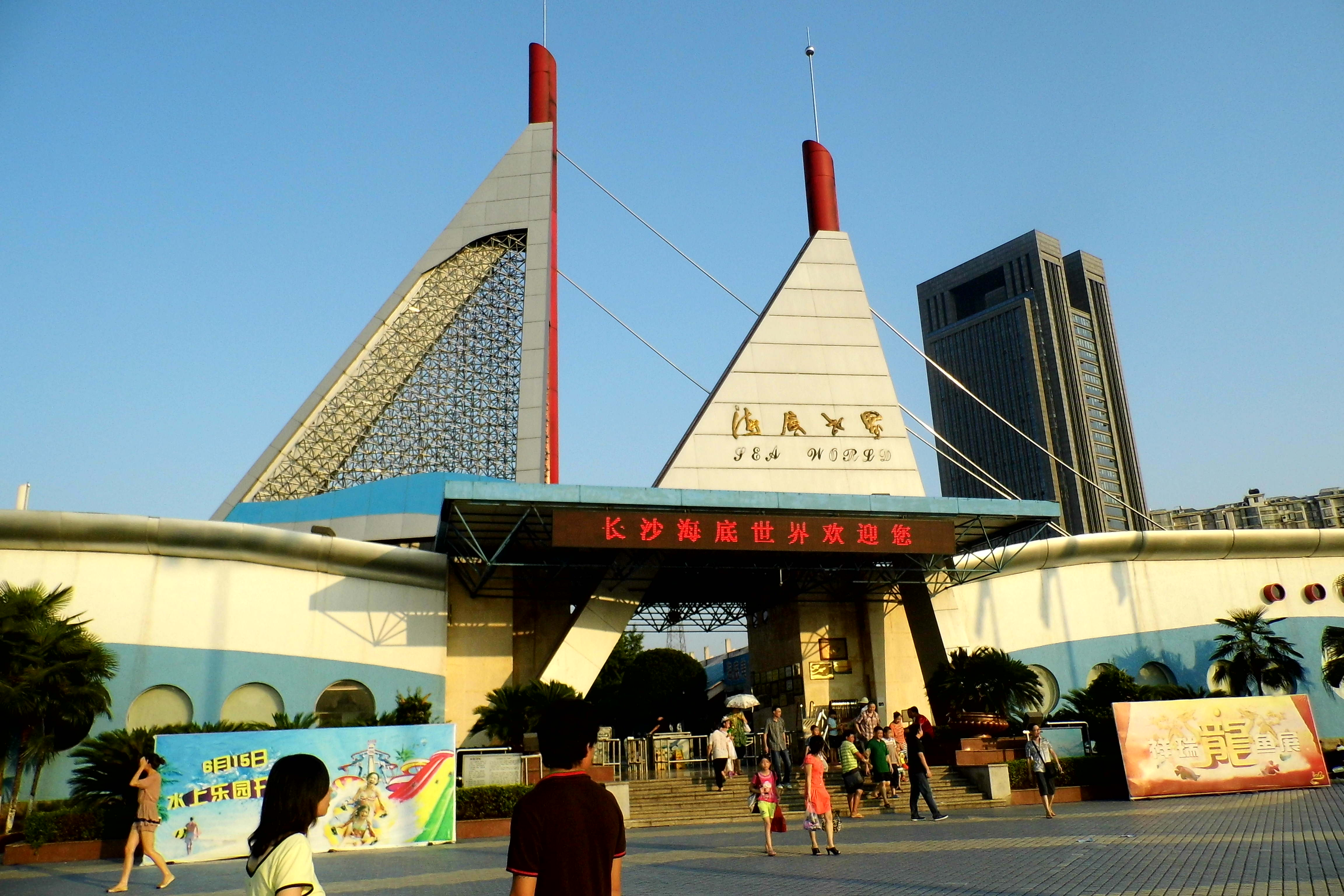
长沙海底世界

占地7公顷，总投资近2亿元人民币，1997年8月动工兴建，2000年7月建成并正式开放营业，是中南地区占地面积最大的海洋主题公园。

### 长沙圣爵菲斯大酒店
原湖南国际影视会展（中心）酒店，占地面积20公顷，投资8亿元人民币，于1997年10月7日动工建设，2000年3月26日建成并开始试营业，2001年5月18日正式营业，是湖南省首家五星级花园式休闲度假酒店。

### 湖南国际会展中心（芒果馆）

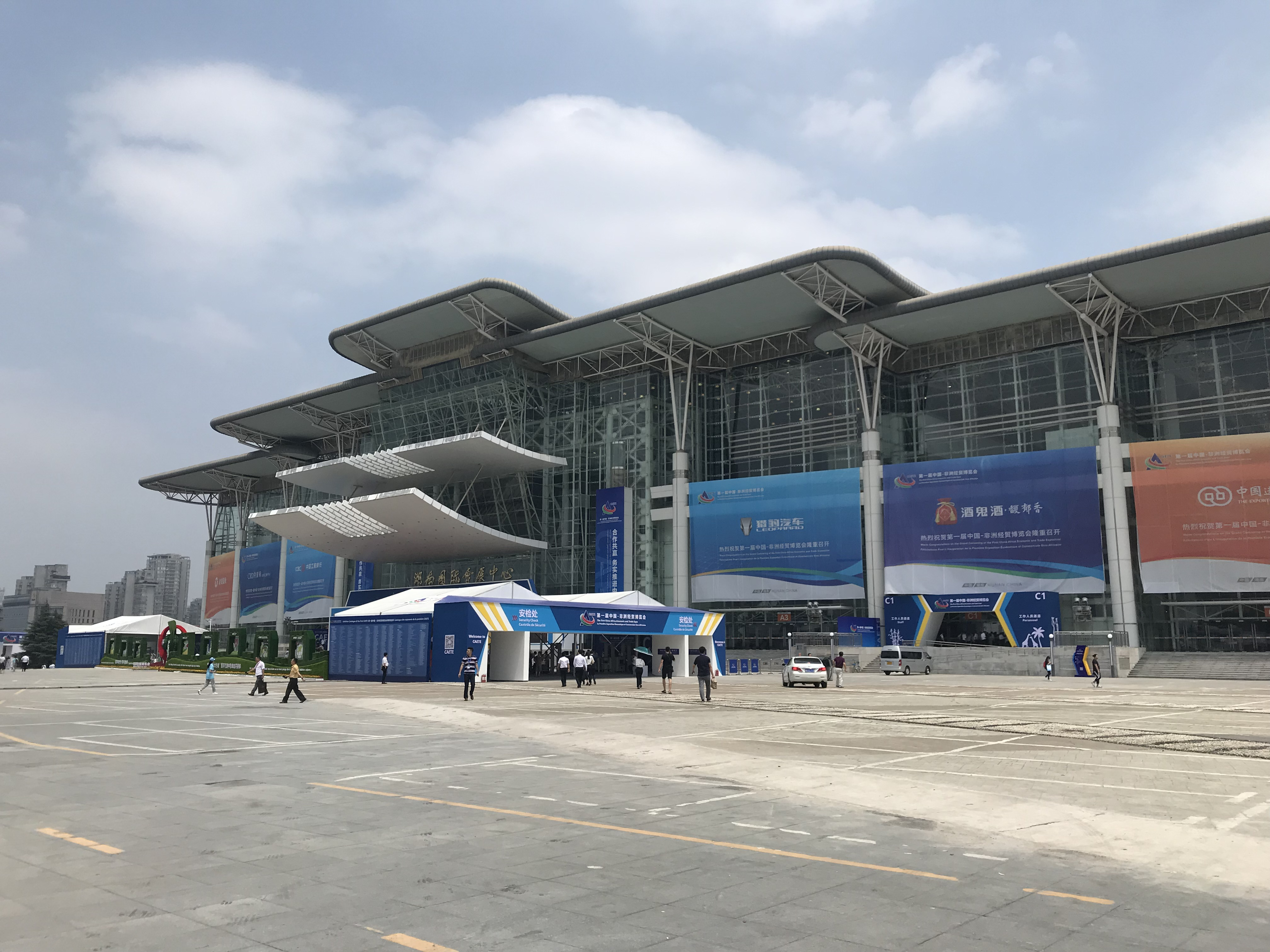
湖南国际会展中心

是湖南广播电视台大型演艺活动、文化项目的专属场地。占地面积7.38万平方米，建筑总面积10.95万平方米，项目总投资8.38亿元，2001年1月1日开工，2002年9月完工。

### 七彩盒子

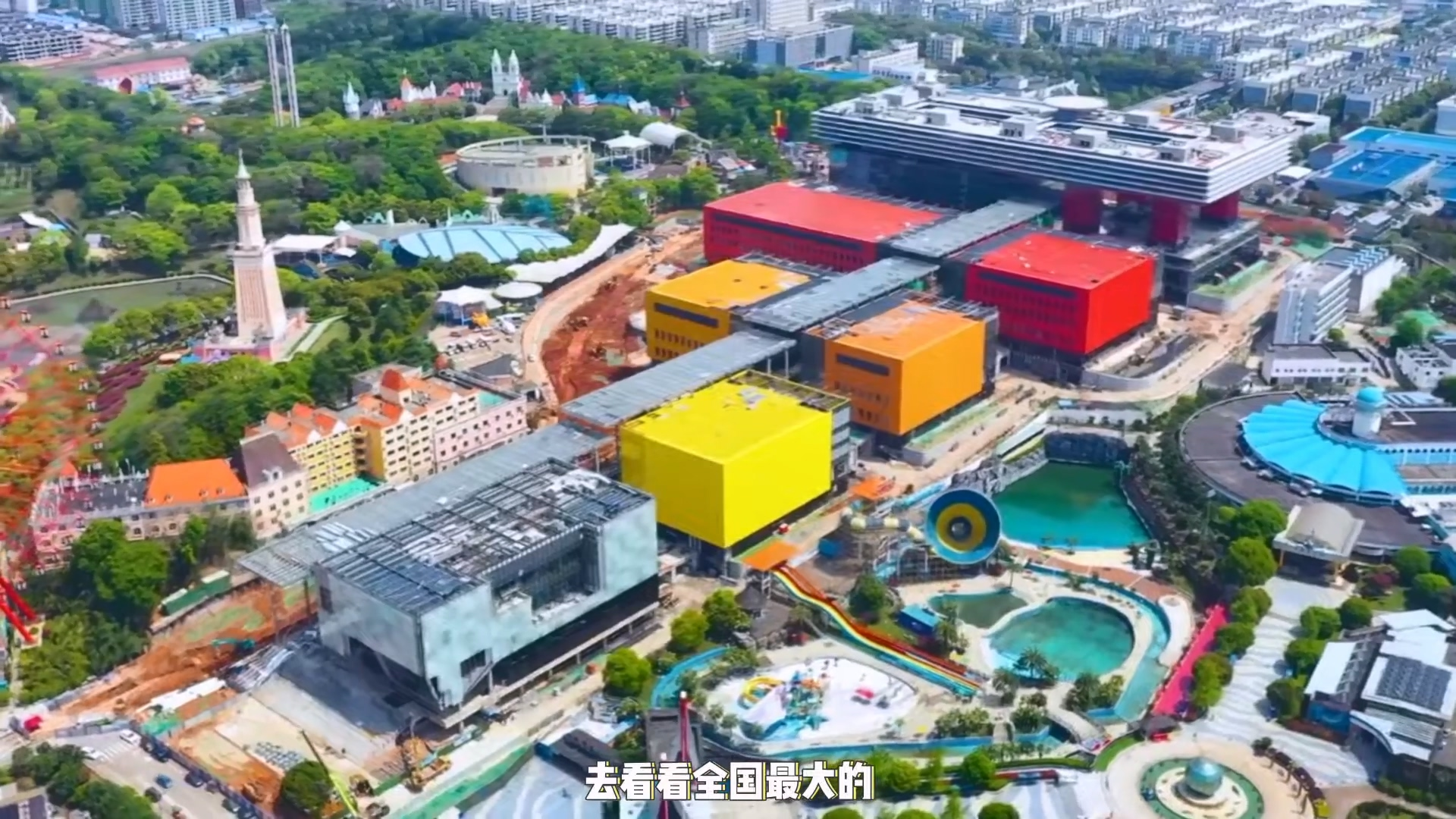
七彩盒子

全称湖南广播电视台节目生产基地，总用地面积约120亩，建筑面积22.7万平方米，2016年6月30日开工建设，2022年9月完工，在第14届中国金鹰电视艺术节正式投入使用。

### 湖南广播技术大楼（湖南人民广播电台）
湖南广播技术大楼为湖南人民广播电台的新总部，于2010年12月30日动工，2013年12月完工，2014年1月启用，2014年3月17日，8个广播频率率先搬到马栏山。